# Brian Chambouleyron
Brian Chambouleyron es un músico franco argentino, cantor, performer y productor ha participado como creador e intérprete en obras de teatro musical como Recuerdos son recuerdos, Glorias Porteñas (Festival d’Avignon, Festival MUSICA de Strasbourg, Festival Internacional de Teatro de Buenos Aires) y Patio de tango (Théâtre Chaillot de Paris, Teatro Nazionale di Roma, Festival de Tango de Buenos Aires, Festival El Grec de Barcelona).
Comienza su carrera solista en el año 2004. A partir de entonces, crea espectáculos y produce discos, presentándose en giras y festivales internacionales (Festival Toulouse D’été, Auditorio Nacional de México, Auditorium All Parco di Roma), recibiendo además, premios y menciones a su labor (Premio ACE, Premio Trinidad Guevara, Premio Fondo Nacional de las Artes, Premio Vinilo D’Argento).
Realiza también colaboraciones en proyectos junto a otros artistas (Passionately Piazzolla, junto al Ballet de Tucson, USA; La pista tango, junto a la Compañía Polo Circo en el Festival Montreal en Lumières, Canada; Figuracion de Gabino Betinotti, junto al poeta Oscar Steimberg, y a los músicos Pablo Di Liscia y Diego Schissi, Premio Fondo Nacional de las Artes)
En el año 2016 fue invitado a Cambridge (Massachusetts) por el Departamento de Literatura y Lenguas Romances de la Universidad Harvard para realizar el proyecto Promenade sobre la cancionística en lenguas latinas.

## Infancia y juventud
Nacido en París, vivió en Francia hasta el 1969, año en que se traslada junto a su familia a la Argentina. En 1976, con el golpe militar en Argentina, su familia se ve obligada a exilarse a México donde residirá hasta 1981. A sus 17 años se traslada a Brasil, donde cursará los primeros estudios formales de música en el Conservatorio de Campinas, San Pablo. A sus 20 años regresa a Argentina donde fijará su residencia.

## Inicios profesionales
Sus inicios profesionales fueron con “Ruidos y ruiditos”, espectáculo pedagógico dirigido por la profesora Judith Akoschky. Trabaja como cantante y actor, junto al director Hugo Midón en su musical “El gato con Botas” (premio ACE 1993) y posteriormente en el grupo didáctico-musical “Caracachumba”. Participa además de la Segunda Bienal de Arte Joven, organizada por la Secretaria de Cultura de la Ciudad de Buenos Aires.

## Tango y teatro musical
A partir del año 1996 cofunda la compañía “Recuerdos son recuerdos” junto a Rita Cortese, Soledad Villamil, Pompeyo Audivert, Silvio Cattaneo y Carlos Viggiano, a la que posteriormente se incorpora Alejandro Urdapilleta. Con este grupo crean el espectáculo y graban el disco homónimo Recuerdos son recuerdos (La Trastienda records).
Posteriormente, con la compañía “Recuerdos son recuerdos”, crean el espectáculo y graban el disco homónimo Glorias Porteñas (Glorias Porteñas volumen I y II – EPSA music).
Inicia así su carrera internacional participando de eventos como el “Festival de Avignon”, el “Festival MUSICA de Strasbourg”, el festival "Porto Alegre em cena”, el “Festival Internacional de Teatro de Buenos Aires”, “Festival Extremos do mundo” en Lisboa, entre otros.
En 1999 crea el espectáculo y graba el disco Patio de tango (EPSA music) junto a Lidia Borda y el cuarteto de Esteban Morgado, participando del “Festival Buenos Aires en Paris” (Theatre Chaillot 2000), el “Festival Buenos Aires en Roma” (Teatro Nazionale di Roma) y el “Festival Extremos do mundo” en Lisboa.
En 2004 protagoniza y compone la música de la obra de teatro musical “Granadina”, inspirada en la obra de Federico Garcia Lorca. Se estrena en el Teatro Regio del Complejo Teatral Buenos Aires (nominación a los premios Teatros del Mundo por mejor composición musical).

## Carrera solista
En 2004 graba su primer disco solista con repertorio basado en la obra de Carlos Gardel y Alfredo Le Pera, titulado “Chambouleyron le canta a Gardel” (Random records), presentándose en la Sala Casacuberta del Teatro General San Martín e iniciando de este modo, una trayectoria artística solista que lo llevará a numerosos escenarios de Argentina, Sudamérica, Norteamérica y Europa.
En 2005 graba su disco “Voz y guitarra” (Random records), con repertorio tradicional argentino en formato voz y guitarra.
Publica en la editora californiana Centerstream sus dos libros “Tango solos for guitar” (2006, en colaboracin con Jorge Polanuer) y “Latin styles for guitar” (2007).
En el 2008 edita su disco “Tracción a sangre” (Típica records) y es invitado al “Festival Buenos Aires en Roma”, donde realiza un ciclo de conciertos en el Auditorium All’Parco y en la Piazza Navona.
En 2010 su disco “Figuración de Gabino Betinotti” hecho en colaboración con Oscar Steimberg, Pablo di Liscia y Diego Schissi, obtiene el Premio Fondo Nacional de las Artes.
Su espectáculo “Les chemins de Gardel” es presentado en la Sala Les Halles aux Grains de Toulouse en el “Festival Toulouse d’été” (2011).
En 2012 graba su disco “Canciones al Oído” (Random records).
En 2013 crea y protagoniza el espectáculo “Un destino de Tango” y lo presenta en el Auditorio Nacional de México, Sala El Lunario.
En 2014 presenta 8 videos musicales dirigidos por la cineasta argentina Agustina Comedi.
En 2015 edita su disco “Juglar”, el cual es nominado a los Premios Gardel a la Música.
En 2015 recibe una invitación del Departamento de Lenguas Romances y Literatura de Harvard University con el auspicio de la David Rockefeller Center for Latin American Studies para realizar un concierto sobre cancionística en lenguas latinas.
En 2016 estrena en la Usina del Arte, en el marco del “XVIII Festival Internacional de Tango de Buenos Aires”, su espectáculo “Pequeña historia de la música de Buenos Aires”.
En 2016 estrena en la Sala Sinfónica de la Usina del Arte su espectáculo “Salve” sobre repertorio italiano tradicional.
En 2017 graba y produce su disco Mare Nostrum, donde participan más de 20 músicos invitados, entre los cuales se puede citar a Minino Garay, Roger Helou, Fernando Fiszbein, Marcelo Moguilevsky y Ramiro Gallo entre otros. El disco se presenta en el Salón Azul del Senado Nacional de Argentina y en La Usina del Arte (2018).
Mare Nostrum es considerado entre los 10 mejores discos del año y el track Mediterráneo entre los 14 mejores tracks del año por la crítica especializada del diario La Nación.
A partir del año 2018 es invitado anualmente a participar de “La noche de las ideas”, evento organizado por el Instituto Francés IFAL y el Ministerio de Relaciones Exteriores de Francia, 2018, 2019 (Argentina) y 2020 (México).
En el 2020 presenta en Buenos Aires su disco “Volare”, con repertorio en francés e italiano.

## Discografía
- Patio de Tango (con Lidia Borda y Esteban Morgado) (2000)
- Voz Y Guitarra (2005)
- Tracción A Sangre (2009)
- Canciones Al Oído (2012)
- Juglar (2015)
- Mare Nostrum (2017)
- Volaré (2020)